# 아르투어 카우프만
아르투어 카우프만(Arthur Kaufmann, 1923년 5월 10일 ~ 2001년 4월 11일)은 독일의 형법학자이자 법철학자이다.